# Vladímir Olgerdovich

Coin. Kiev. 1388

Vladímir Olguérdovich (en bielorruso: Уладзімер Альгердавіч, en lituano: Vladimiras Algirdaitis, en ucraniano: Володимир Ольгердович; - luego de 1398) era hijo de Algirdas, Gran Duque de Lituania, y su primera esposa María de Vítebsk. Fue Gran Príncipe del Rus de Kiev desde 1362 hasta 1394. Sus hijos Iván Vladímirovich y Aleksandr Vladímirovich (Olelko) fundaron las casas Belski y Olelkóvich, respectivamente.
Luego de la Batalla de las Aguas Azules en 1362, el principado de Kiev pasó permanentemente a manos del Gran Ducado de Lituania. Se cree que Vladímir fue instalado en Kiev luego de la batalla reemplazando a Teodoro de Kiev. Vladímir llevó a cabo políticas independientes y acuñó sus propias monedas. Al principio las monedas estaban fuertemente influenciadas por las tradiciones numismáticas de la Horda de Oro y copiaban simbolismos de monedas acuñadas por los Kanes Jani Beg y Muhammad Bolak. Sin embargo, luego las monedas reemplazarían los símbolos tártaros (como el tamga) con la letra K (por Kiev) y una cruz (por la fe ortodoxa). Esto podría indicar que por un tiempo el principado seguía teniendo que pagarle tributo a la Horda. Estas fueron las primeras monedas acuñadas en territorio del Gran Ducado de Lituania.
A finales de 1384, las tropas de Vladímir detuvieron al metropolitano Dionisio I, quien murió en cautiverio un año después. Esto fue parte de la lucha de poder entre Dionisio, Pimen y Cipriano pero el título de Metropolitano de Moscú.
Cuando Jogaila se convirtió Rey de Polonia en 1386, Vladímir le juró lealtad. Luego del Pacto de Ostrów de 1392, Vitautas se convirtió en Gran Duque de Lituania y comenzó a eliminar duques regionales reemplazándolos con regentes designados. Esta campaña pudo haber disciplinado a los duques desleales, pero terminó siendo un intento sistematizado para centralizar el Estado. En 1393, Vitautas confiscó Volodímir-Volinski de Teodoro, hijo de Liubartas, Nóvgorod-Síverski de Kaributas, Vítebsk de Švitrigaila. En 1394, Vitautas y Skirgaila marcharon contra Vladímir, quien se rindió sin batallar. Skirgaila se instaló en Kiev mientras Vladímir recibió el Ducado de Slutsk–Kapyl. Vladímir es mencionado por última vez en documentos en octubre de 1398.